# César-Guillaume de La Luzerne

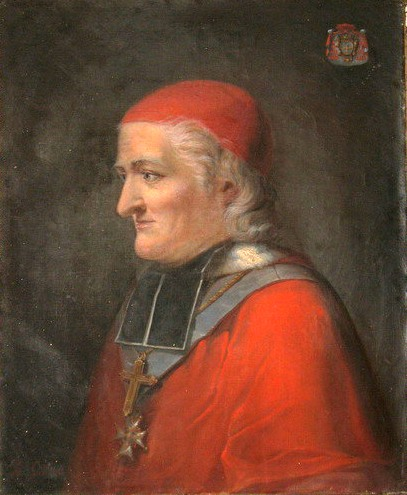
César-Guillaume Kardinal de la Luzerne (Gemälde nach 1817)

César-Guillaume de La Luzerne (* 8. Juli 1738 in Paris; † 21. Juni 1821 ebenda) war ein französischer Geistlicher und Bischof von Langres. Er war zu Beginn der französischen Revolution auch politisch aktiv und war zeitweise Präsident der Konstituante. Wegen des Streits um die Zivilverfassung des Klerus emigrierte er. Er verlor im Zusammenhang mit dem Konkordat von 1801 seinen Bischofssitz und wurde 1817 zum Kardinal erhoben.

## Leben
Er stammte aus einer adeligen Familie der Normandie. Sein Vater war César-Antoine de La Luzerne, Marquis de Beuzeville. Die Mutter war Marie-Elisabeth (geb. de Lamoignon de Malesherbes).
Er schlug die geistliche Laufbahn ein und empfing am 27. März 1762 die Priesterweihe. Er erwarb einige Präbenden wie 1754 ein Ehrenkanonikat an Notre Dame de Paris. Zwischen 1756 und 1782 war er Kommendatarabt des Klosters Mortemer. Im Jahr 1765 wurde er zum Generalvikar des Erzbistums von Narbonne ernannt. Im Jahr 1765 wurde er agent général du clergé der Provinz von Vienne in der Versammlung der Geistlichen. Luzerne wurde im Jahr 1770 zum Bischof von Langres gewählt, die Bischofsweihe spendete ihm am 30. September 1770 Christophe de Beaumont du Repaire, der Erzbischof von Paris. Im Jahr 1773 hielt er die Leichenrede auf Karl-Emmanuel III. von Sardinien in Notre Dame de Paris. Ein Jahr später tat er dasselbe nach dem Tod Ludwig XV. Dabei hat er eine gewisse Kritik an der Regierung des Königs angedeutet.
Luzerne gehörte 1787 und 1788 den Notablenversammlungen an, die vergeblich nach Lösungen der Finanzkrise des Staates suchten. In der darauf einsetzenden Debatte über die Einberufung der Generalstände gehörte er nicht zu den Konservativen, die sich an der Form der Versammlung aus dem 17. Jahrhundert orientierten, sondern veröffentlichte eine Schrift, in der er ein Zweikammerparlament skizzierte. Die erste Kammer sollte aus den Vertretern des Klerus und des Adels bestehen. Die zweite Kammer sollte dem Dritten Stand vorbehalten sein. Die Abstimmung sollte in den Kammern nach Köpfen und nicht nach Ständen erfolgen.
Im Jahr 1789 verfasste Luzerne im Vorfeld der Generalstände von 1789 für seinen Wahlbezirk maßgeblich dessen Cahier de Doléances und wurde zum Mitglied der Versammlung gewählt. Er wurde auch Mitglied der Konstituante und war zeitweise deren Präsident. Im Dezember 1789 gab er sein Mandat zurück.
Im Streit um die Zivilverfassung des Klerus war er 1791 zu gewissen Kompromissen bereit, lehnte sie schließlich ab und emigrierte zunächst nach Konstanz, dann nach Wien und schließlich nach Venedig. Aus dem Ausland nahm er weiter Einfluss auf die Gläubigen seiner Diözese. Er ging dabei nicht auf Konfrontationskurs, sondern erlaubte den Gläubigen 1795 die Direktorialverfassung und 1800 die des Konsulats anzuerkennen. Den 1797 geforderten Eid des Hasses auf Monarchie und Anarchie verwarf er dagegen. Im Zusammenhang mit der zwischen Napoleon Bonaparte und Pius VII. verabredeten Neuorganisation der Kirche in Frankreich und dem Konkordat von 1801 verlor er sein Bischofsamt.
Im Jahr 1814 kehrte Luzerne nach Frankreich zurück. Im Jahr 1817 wurde er zum Kardinal erhoben und wurde auch als Bischof von Langres wieder eingesetzt, ohne dass er sein Bistum in Besitz nehmen konnte. Luzerne wurde 1820 zum Kommandeur des Ordens vom heiligen Geist ernannt.
Er war Verfasser zahlreicher theologischer Schriften.